# Engelse lantaarnklok
De herkomst van de naam Engelse lantaarnklok, English Lantern Clock, is onduidelijk, althans er zijn verschillende verklaringen. Het zou een beschrijving van de vorm kunnen zijn, de klok lijkt enigszins op een lantaarn, maar de naam zou ook kunnen duiden op het gebruikte metaal, namelijk messing (brass) dat in Oudengels ook wel "latten" heet. En lantern zou daar weer een verbastering van zijn. Vergelijk met laiton (= Frans voor messing) of het oud-Nederlandse woord latoen. Hoe dan ook, in vroege beschrijvingen van deze klokken, zoals inventarissen van overleden klokkenmakers, wordt gewoon gesproken van "clock" of "house clock". Dat is helemaal niet vreemd als men bedenkt dat er in Engeland aan het begin van de zeventiende eeuw behalve lantaarnklokken nauwelijks andere huisklokken waren. Pas later toen andere typen klokken op de markt kwamen, werd het noodzakelijk ze specifiek te benoemen. Overigens zijn er nog andere benamingen. Ze worden ook wel "Cromwellian clocks" of "bedpost clocks" genoemd. Tegenwoordig is echter de naam "Lantern Clock" de algemeen aanvaarde term van dit type klok. Het is misschien interessant om nog te vermelden dat het Engels onderscheid maakt tussen "clock" en "timepiece". Een "clock" heeft altijd een slagwerk. Want net als in het Nederlands kan "clock" ook luidklok betekenen. In de Engelse taal heeft het die betekenis eigenlijk verloren en wordt een luidklok aangeduid met "bell", maar het woord "clock" verwijst nog steeds naar de functie van het luid-gedeelte. Daarom heeft een "timepiece" geen slagwerk, maar soms wel een wekkerwerk.

## Ontstaansgeschiedenis
De Engelse lantaarnklok is nauw verwant aan hetzelfde type lantaarnklok dat ook op het Europese vasteland te vinden is. Vermoedelijk hebben zich eind zestiende eeuw enkele handwerkslieden vanuit de Nederlanden (Vlaanderen) en Frankrijk in Londen gevestigd, waaronder ook uurwerkmakers. Door een opkomende stand van gegoede burgerij ontstond er veel vraag naar een nieuw fenomeen: de huisklok (domestic clock). Voordien waren klokken in Engelse huishoudens een zeldzaamheid en was de gewone burger aangewezen op het torenuurwerk van de plaatselijke kerk.

Naar algemeen wordt aangenomen zijn de eerste lantaarnklokken in Engeland van de hand van Frauncoy Nowe en Nicholas Vallin, twee gevluchte Nederlandse hugenoten. 

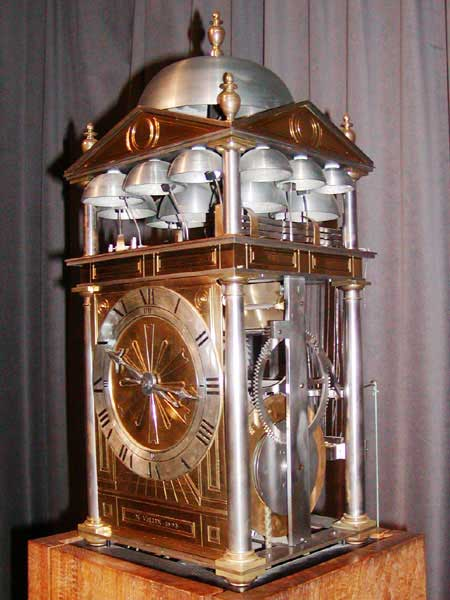
Uurwerk, gesigneerd "N. Vallin 1598". Foto van een replica in het Museum Speelklok te Utrecht. De originele klok bevindt zich in het British Museum te Londen.

## Gildenstelsel
Binnen enkele decennia werd de lantaarnklok zeer populair in Londen en van daaruit in geheel Engeland. Dat valt af te leiden uit het grote aantal antieke klokken dat nu nog beschikbaar is. In Londen waren gedurende de zeventiende eeuw tientallen uurwerkmakers actief die in hoog tempo lantaarnklokken produceerden. Die enorme productiviteit was vooral zo succesvol vanwege de grote vraag in combinatie met een efficiënt werkend gildenstelsel. Koning Charles I (1600-1649) stichtte in 1631 het klokkenmakersgilde van Londen, dat tot op de dag van vandaag bestaat. Veel bekende makers van lantaarnklokken waren aangesloten bij dit gilde: "The Worshipful Company Of Clockmakers Of London".
In de wijk Lothbury in Londen zaten allerlei kleinschalige bedrijfjes die als toeleverancier dienden voor de klokproductie. De uurwerkmaker kon bijvoorbeeld gebruikmaken van de diensten van de geelgieter voor de leverantie van gegoten messing onderdelen, of de graveur die voor het prachtige graveerwerk zorgde. Het gilde bewaakte de kwaliteit van de klokken die de werkplaats verlieten. Aan het meesterschap van een volleerd uurwerkmaker gingen vele jaren als leerling en gezel vooraf. Daarom had iedere zelfstandige uurwerkmaker een aantal leerlingen en gezellen onder zijn hoede. In feite waren dit goedkope medewerkers die mede zorgden voor een hoge productiviteit.

## Stijlkenmerken
De belangrijkste stijlkenmerken van de Engelse lantaarnklok komen overeen met die van zijn Europese soortgenoten. Kort samengevat: een wandklok met vierkante boven- en onderplaat en een grote bel, de vier stellingen (pilaren), de verticaal achter elkaar liggende platines, het eendaags uurwerk met een of meer gewichten. Voor de Engelse variant komen er nog enkele specifieke kenmerken bij. In het begin van de zeventiende eeuw ontstond er geleidelijk een harmonisatie in stijl, waaraan elke uurwerkmaker zich min of meer conformeerde. Het gilde zorgde ervoor dat de ambachtslieden volgens een vooraf goedgekeurde methodiek werkten. Ook de toeleverende bedrijven waren mede verantwoordelijk voor een algemene stijl. De geelgieters leverden bijvoorbeeld identieke producten (zoals de stellingen van lantaarnklokken) aan verschillende uurwerkmakers. In tegenstelling tot bijvoorbeeld de Nederlandse varianten, zoals de stoelklokken, werden Engelse lantaarnklokken volledig van metaal (messing/staal) gemaakt.

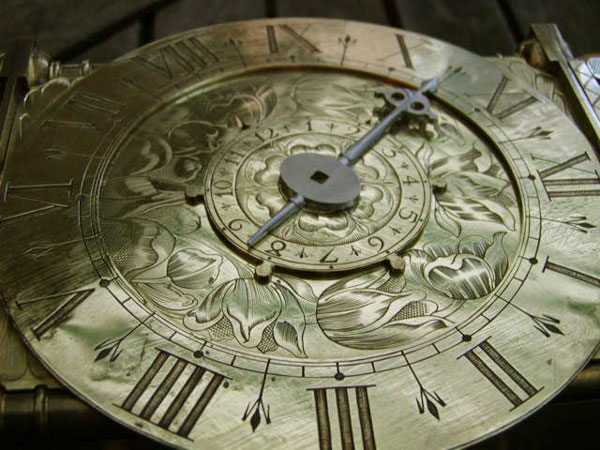
Voorbeeld van een tulpgravure op de wijzerplaat van een lantaarnklok.

## Invloed Renaissance
De stijlkenmerken werden gekopieerd van prenten die beschikbaar waren voor ambachtslieden. Onder invloed van de Renaissance werden afdrukken verspreid met motieven uit de oudheid. Ze dienden als voorbeeld voor de stellingen die gebaseerd waren op zuilen van Griekse tempels. In de loop van de zeventiende eeuw werd de tulp zo populair dat het tot een heuse tulpenmanie leidde. Prenten met afbeeldingen van tulpen waren in die tijd een dankbaar onderwerp voor graveurs ter versiering van de wijzerplaat van lantaarnklokken.
Door dit alles kreeg de Engelse lantaarnklok al vroeg in de zeventiende eeuw zijn kenmerkende vorm die gedurende de gehele eeuw en halverwege de achttiende eeuw slechts in details veranderde.

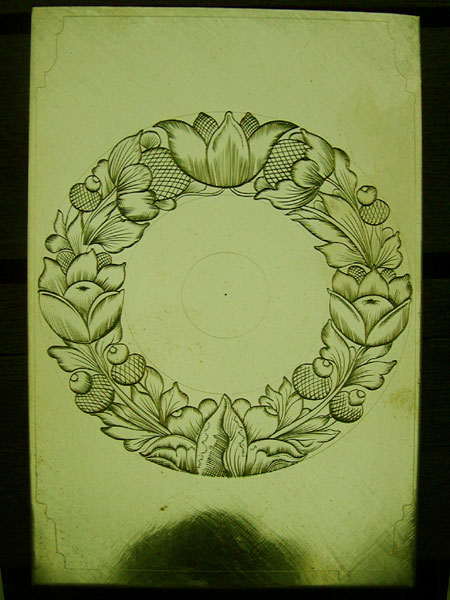
Nog een voorbeeld van een tulpmotief dat bij vroege lantaarnklokken werd gebruikt.

## Onderdelen klok
De Londense uurwerkmakers rustten hun lantaarnklokken uit met vier klassieke zuilen die aan de bovenkant voorzien waren van een, eveneens klassieke, vaasvorm (finials) en aan de onderkant fraai gevormde stellingpoten. Tussen deze finials bevindt zich een beugel die vanuit de vier punten de klok overspant. Onder deze beugel is de bel gepositioneerd. Om de belhamer en het raderwerk aan het zicht te onttrekken zitten er aan de voorkant en de zijkant drie belhekken (frets) waarvan de voorste fret meestal fraai is gegraveerd. De klokkast bestaat aan de voorzijde uit een gegraveerde wijzerplaat met daarop bevestigd een ronde cijferring. De meeste lantaarnklokken hebben slechts één wijzer, namelijk de wijzer die de uren aangeeft. Een standaard lantaarnklok slaat slechts de hele uren op een grote bel en is verder uitgerust met een wekkermechanisme dat op dezelfde bel een repeterend geluid laat horen. Aan de zijkant van de klok bevinden zich twee deurtjes die toegang tot het uurwerk verschaffen. Aan een touw of ketting hangen een of meer zware loden gewichten.

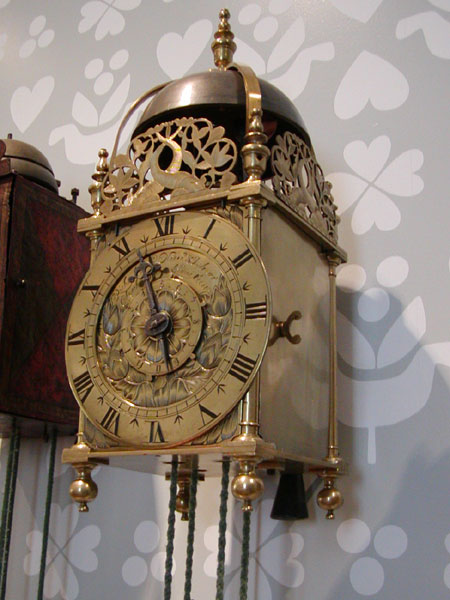
Lantaarnklok met het opschrift: Richard Ames Neere St. Andrew's Church in Holborn Londini Fecit.

## Geleidelijke teloorgang
Lantaarnklokken werden al op grote schaal geproduceerd voordat Christiaan Huygens tijdens kerstmis 1656 zijn baanbrekende uitvinding van het slingeruurwerk deed. Daarvoor waren uurwerken uitgerust met een balansgang, een vrij onnauwkeurige methode om tijd te meten. Kort na 1656, het jaar van de uitvinding van Huygens, werd het slingeruurwerk ook in Engeland geïntroduceerd en gingen de meeste uurwerkmakers snel over op dit nieuwe systeem. Bestaande klokken werden omgebouwd en nieuwe lantaarnklokken werden vervaardigd met een slingeruurwerk, in eerste instantie met een spillegang en later een ankergang. Hoewel lantaarnklokken hierdoor veel nauwkeuriger de tijd konden aangeven, bleef men ze produceren met slechts één wijzer. Mede hierdoor en omdat men het dagelijks optrekken van de gewichten als een nadeel ging ervaren, gingen uurwerkmakers geleidelijk nieuwe klokken ontwikkelen. Zo ontstonden in Engeland staande horloges met een zogenaamd achtdaags uurwerk en deze maakten de lantaarnklokken geleidelijk ouderwets. In de loop van de achttiende eeuw verdween de lantaarnklok uit de woningen van de Londense burgers om plaats te maken voor de zogenaamde "longcase clocks". In de provincie werden lantaarnklokken nog tot begin negentiende eeuw geproduceerd en er was ook een variant die vanuit Engeland naar Turkije werd geëxporteerd. In het Victoriaanse tijdperk ontstond er een opleving van de belangstelling voor de intussen antieke lantaarnklokken. Helaas betekende dit dat veel uurwerken van gerenommeerde makers uit hun kasten werden gesloopt om te worden vervangen door een ‘modern’ opwindbaar uurwerk. Tegenwoordig is een Engelse lantaarnklok waaraan weinig veranderd is, een grote zeldzaamheid. Omdat deze klokken zeer gezocht zijn, is het moeilijk om tegen een schappelijke prijs aan een mooi exemplaar te komen. Daar komt nog bij dat er veel vervalsingen in omloop zijn. Het is dus aan te raden om voorzichtig te zijn bij de eventuele aanschaf van een Engelse lantaarnklok.